# Voltmetro

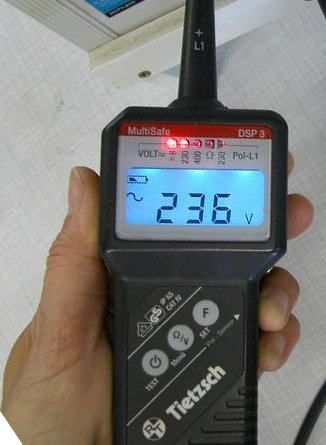
Un moderno voltmetro palmare digitale

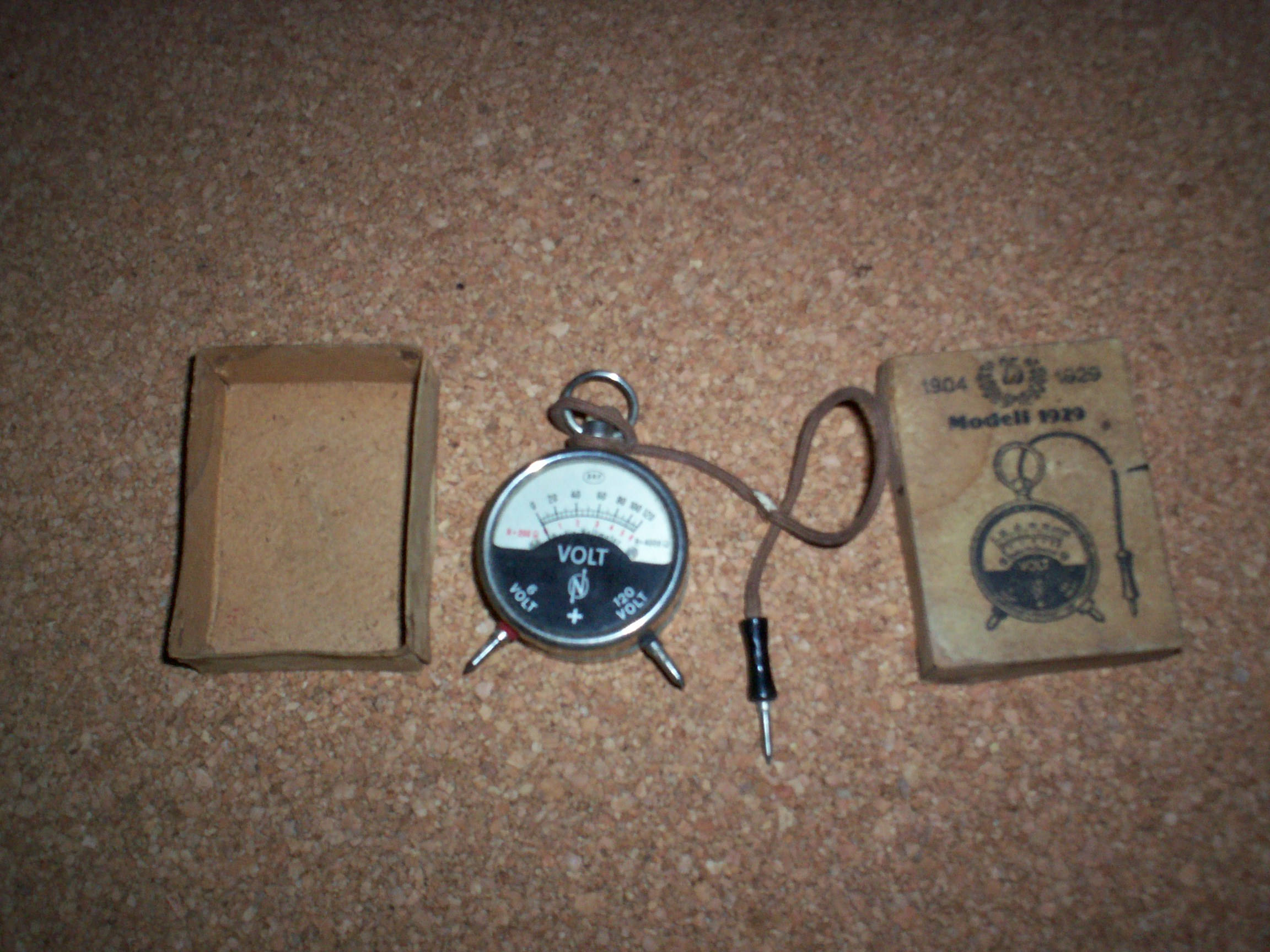
Un vecchio modello di voltmetro, risalente al 1929

Il voltmetro (di rado e non correttamente voltometro o voltimetro) è uno strumento per la misura della differenza di potenziale elettrico tra due punti di un circuito, la cui unità di misura è il volt con simbolo V. L'unità di misura possiede questo nome in onore del fisico italiano Alessandro Volta, che nel 1778 introduce il concetto fondamentale di «tensione elettrica». Insieme ai vari cosfimetro (o fasometro), amperometro, wattmetro, varmetro, frequenzimetro e altri, è uno strumento per misurare le grandezze elettriche, e lo si trova in quasi tutti i multimetri da elettricista.
Come per altri strumenti, i parametri fondamentali di un voltmetro sono tre:
- la classe di precisione (o classe)
- la portata
- la risoluzione.

Un altro parametro non meno importante è la tensione di isolamento. Di un voltmetro occorre conoscere anche il tipo di tensione misurata: tensione continua, tensione alternata e in quest'ultimo caso se è solamente sinusoidale o anche a forme d'onda diversa.
Da non confondere con il voltametro, che è invece uno strumento per la misura della carica elettrica.

## Tipi di voltmetro

### Premessa
Esistono vari strumenti per misurare la tensione tra due punti di un circuito. Esistono strumenti ad assorbimento di corrente (che sono i più comuni) detti amperometrici ed esistono anche strumenti senza assorbimento di corrente (es. voltmetri elettrostatici). Tutti questi strumenti permettono di misurare una tensione direttamente per cui si chiamano metodi diretti ma esistono anche i metodi indiretti per misurare una tensione (es. vedi metodo di opposizione).

### Voltmetro ideale
Il voltmetro ideale è un bipolo la cui resistenza è infinita, equivale quindi ad un circuito aperto. Essendo a resistenza infinita la sua inserzione tra due punti di un circuito non altera in alcun modo il funzionamento del circuito medesimo. Malgrado non esistano nella realtà voltmetri ideali, ha una notevole importanza teorica e nella simulazione dei circuiti.

### Voltmetro magnetoelettrico
- Principio di funzionamento

Per il principio di funzionamento vedi Strumenti di misura per grandezze elettriche
- Voltmetro magnetoelettrico

In pratica non esiste alcuna differenza tra un voltmetro magnetoelettrico e un amperometro magnetoelettrico. L'unica vera differenza consiste nel fatto che il voltmetro ha un equipaggio mobile che è un milliamperometro e in serie ha una resistenza di grande valore e esattamente tarata. In questo modo se applichiamo una tensione ai capi della serie (milliamperometro - resistenza di grande valore), nello strumento circolerà una corrente che è proporzionale alla tensione applicata. La scala viene tarata direttamente in volt o suoi multipli/sottomultipli. Per poter misurare tensioni più elevate, basta aumentare la resistenza in serie all'equipaggio mobile.
Una caratteristica presente nei voltmetri è la resistenza per unità di tensione. Più questo valore è elevato, meno andrà a perturbare il circuito sul quale verrà effettuata la misura. In genere un voltmetro magnetoelettrico ha 20.000 Ω/V e con questi valori possiamo dire che il voltmetro è di buona qualità.

### Voltmetro elettromagnetico
- Principio di funzionamento

Per il principio di funzionamento vedi Strumenti di misura per grandezze elettriche.
- Voltmetro elettromagnetico

Anche per questo strumento deriva dal corrispondente amperometro. Viene usato un amperometro di piccola portata (si utilizza un milliamperometro elettromagnetico) ed in serie si inseriscono delle resistenze di grande precisione e valore. Con questo metodo è possibile creare dei voltmetri per portate relativamente piccole (circa 50 V), se abbiamo la necessità di portate voltmetriche più piccole dobbiamo inserire in parallelo delle opportune resistenze.
Questi tipi di voltmetri vengono, in genere, costruiti per portate dirette sino a 100 V. Se abbiamo la necessità di misurare una tensione superiore devono essere inseriti con dei trasformatori di tensione.
Questi strumenti hanno una resistenza per unità di tensione che si aggira sui 50 Ω/V.

### Voltmetro elettrodinamico
- Principio di funzionamento

Per il funzionamento vedi Strumenti di misura per grandezze elettriche.
- Voltmetro elettrodinamico

Le due bobine presenti in questo strumento vengono collegate in serie, e come per i voltmetri visti precedentemente per poter misurare una tensione si inserisce in serie un'apposita resistenza.
Questi tipi di voltmetri vengono, in genere, costruiti per portate dirette sino a 100 V. Se abbiamo la necessità di misurare una tensione superiore devono essere inseriti con dei trasformatori di tensione.
Questi strumenti hanno una resistenza per unità di tensione che si aggira sui 50 Ω/V.

### Voltmetro termico
- Principio di funzionamento

Per il principio di funzionamento vedi Strumenti di misura per grandezze elettriche.
- Voltmetro a dilatazione termica

Anche questo strumento deriva dal corrispondente amperometro. Funzionando con temperature molto elevate è da un lato un vantaggio, ma anche uno svantaggio. Vediamo i motivi di queste due affermazioni. Il vantaggio consiste che non c'è la necessità di inserire una resistenza compensativa delle variazioni termiche (cosa che è sempre necessaria per gli altri voltmetri con bobine). Lo svantaggio è che hanno una resistenza per unità di tensione che si aggira sui 5 Ω/V.
- Voltmetro a termocoppia

Anche questo strumento deriva dal corrispondente amperometro. Rispetto ai voltmetri a dilatazione termica possiedono alcuni vantaggi tra cui la resistenza per unità di tensione che si aggira dai 5 Ω/V sino ai 1.000 Ω/V. La classe di precisione si aggira intorno allo 0,5% nei migliori strumenti. Per questo motivo nel caso si debba misurare tensioni piccolissime (dai millivolt sino a qualche volt) questo strumento è preferibile al corrispondente voltmetro elettrodinamico.

### Voltmetri elettrostatici
- Principio di funzionamento

Per il principio di funzionamento vedi Strumenti di misura per grandezze elettriche.
- Voltmetro elettrostatico

Il voltmetro elettrostatico derivano direttamente dall'elettrometro con tutti gli accorgimenti per renderlo più robusto e direttamente utilizzabile. Visto che la coppia in gioco è molto piccola. Per cui, o si installano sospensioni molto delicate (e qui si torna all'elettrometro) oppure si deve aumentare la tensione di utilizzo. Per questo motivo il voltmetro elettrostatico è uno strumento per medie ed alte tensioni (oltre i 10.000 V).
Se si costruisce un voltmetro elettrostatico contrapponendo una serie alternata di armature (molte armature fisse contrapposte ad altrettante armature mobili, in modo da moltiplicarne l'effetto finale) si possono avere degli strumenti per tensioni anche più modeste (dell'ordine dei 100 V). In questi strumenti la coppia di smorzamento è data da un magnete permanente che agisce sulle armature mobili del voltmetro. Per evitare che lo strumento si possa danneggiare quando viene alimentato, esiste una resistenza di grande valore, tra un morsetto esterno e l'armatura fissa con il preciso scopo di rendere abbastanza lento il caricamento delle armature dello strumento. Come per tutti gli altri strumenti la tensione all'armatura mobile è data attraverso la molla antagonista.
Se abbiamo la necessità di misurare tensioni elevate viene utilizzato un voltmetro elettrostatico con minor armature contrapposte oppure anche un voltmetro dove il principio di funzionamento si basa sulla variazione della distanza tra le armature. Questo tipo di voltmetro elettrostatico può misurare tensioni ben oltre i 500.000 V Il grande pregio di questa classe di strumenti di misura è il loro bassissimo autoconsumo che è dell'ordine di poche decine di milionesimi di ampere (circa 10 microampere) anche con tensioni a frequenza industriale (42-60 Hz).

#### Spinterometro
Uno strumento che spesso e volentieri è confuso con il voltmetro elettrostatico è lo spinterometro. La differenza è enorme sotto il profilo pratico, visto che il voltmetro elettrostatico dà un valore di tensione esistente nel mio circuito senza alterarne il regime, cosa che invece lo spinterometro fa, visto che ad una certa tensione avviene la scarica, la quale va ad alterarne il regime. In genere lo spinterometro si utilizza per effettuare le prove di tensione di isolamento sulle varie macchine elettriche. In questo ben preciso utilizzo si posiziona lo spinterometro in parallelo alla macchina in prova, in modo che la tensione di prova alimenti anche lo spinterometro. Lo spinterometro è generalmente costituito da due sfere metalliche, contrapposte tra di loro, alimentate dalla tensione di prova. Esistono spinterometri ad asse orizzontale e verticale, anche se sostanzialmente non cambia il loro modo di funzionare.
Visto che il valore di scarica è influenzato dalla distanza tra le sfere, dal loro diametro, da altri oggetti conduttori circostanti, dalla temperatura, dalla pressione e dall'umidità ambientale, esistono delle norme dove vengono prescritte, in dettaglio (che qui ovviamente non è il caso di elencare), su come devono essere utilizzati e costruiti tali apparecchi. Una volta che lo spinterometro è correttamente installato si aumenta la tensione di prova in modo graduale; quando la rigidità dielettrica dell'aria viene superata, avviene la scarica. In questo modo si ottengono due vantaggi: il primo è quello di aver sollecitato la macchina in prova alla tensione che volevamo (ed un po' oltre), il secondo è a favore della sicurezza della macchina, visto che la scarica viene prodotta nello spinterometro, senza intaccare l'isolamento della macchina, determinando ciò un chiaro vantaggio economico. Ovviamente se utilizzato con tensioni alternate la scarica avviene al valore di cresta.

### Voltmetri ad induzione
- Principio di funzionamento

Per il principio di funzionamento vedi Strumenti di misura per grandezze elettriche.
- Voltmetro ad induzione

Anche questo strumento deriva dal corrispondente amperometro. L'unica vera differenza consiste nel fatto che il voltmetro ha un equipaggio che è un milliamperometro e in serie ha una resistenza di grande valore e esattamente tarata. In questo modo se applichiamo una tensione ai capi della serie (milliamperometro - resistenza di grande valore), nello strumento circolerà una corrente che è proporzionale alla tensione applicata. La scala, ovviamente verrà tarata direttamente in volt o suoi multipli/sottomultipli. Per poter misurare tensioni più elevate, basta aumentare la resistenza in serie. Oltre un certo valore vengono utilizzati dei trasformatori di tensione. Come per i corrispondenti amperometri, anche nei voltmetri ad induzione il valore letto è influenzabile dalla frequenza della tensione incognita. Per questo motivo questi strumenti possiedono una scala che è tracciata empiricamente e non possono venir utilizzati con tensioni alternate che hanno una frequenza diversa da quella di taratura.

### Voltmetro elettronico
Quando invece si voglia misurare tensioni su circuiti ad alta frequenza operanti con deboli correnti, il solo contatto dei puntali del tester può costituire un tale carico, da portare provvisoriamente il circuito a cessare di funzionare, in questi casi la misura si deve effettuare con voltmetri di altro tipo.
Nel caso si voglia conoscere il valore di tensione accettando l'errore di lettura tipico degli strumenti a indice, si impiega un voltmetro elettronico, formato da un milliamperometro collegato ad un circuito amplificatore costituito da valvole o FET, questi componenti permettono valori d'impedenza d'ingresso dell'ordine delle decine di megaohm. Nel caso il valore lo si voglia misurare con la massima precisione, si impiega il multimetro o il voltmetro digitale, i cui ingressi presentano un'impedenza standard di 10 megaohm, impedenze di ingresso così elevate sono presenti anche nelle sonde attive per oscilloscopi.

### Voltmetro digitale

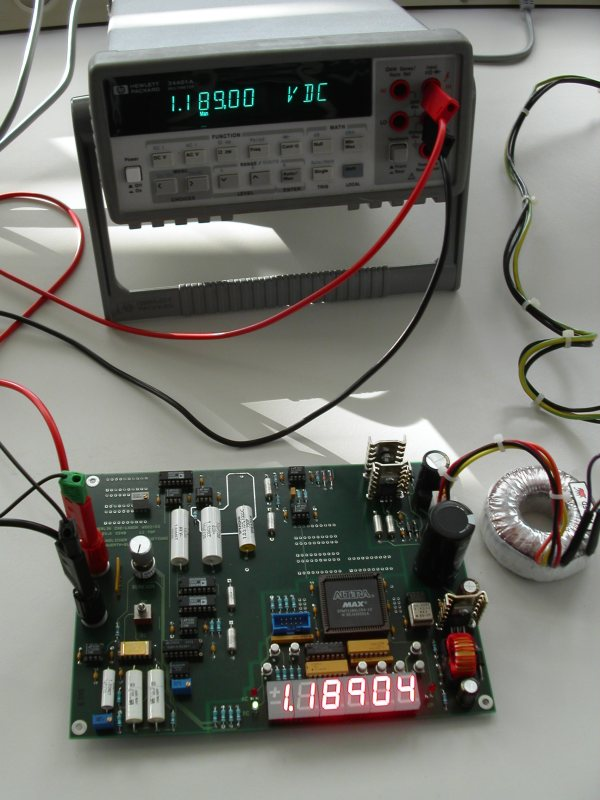
Due voltmetri digitali, sopra un modello portatile HP, sotto un modello su scheda realizzato da studenti universitari

I voltmetri digitali solitamente impiegano un circuito convertitore analogico-digitale, in genere costituito da un integratore a doppia rampa. Una tensione di riferimento nota viene applicata all'integratore per un tempo fisso, facendo salire linearmente la rampa di tensione, dopodiché viene applicata la tensione da misurare e misurato il tempo impiegato dalla rampa per passare al nuovo valore.
La tensione ignota è data dal prodotto tra la tensione di riferimento per il tempo di salita diviso per il tempo di discesa. È importante che il valore della tensione di riferimento rimanga il più costante possibile durante la misurazione, mantenendosi stabile nel tempo, anche rispetto a variazioni della temperatura. Per questa ragione nei voltmetri ad alte prestazioni il circuito convertitore, solitamente un chip ibrido, viene progettato dal costruttore stesso dello strumento, risultando pertanto un custom non disponibile in commercio. Perché le misure siano affidabili, i voltmetri digitali ad alte prestazioni, al pari di altri strumenti, devono essere periodicamente sottoposti a calibrazione a intervalli di tempo indicati dal costruttore nel manuale di servizio abbinato allo strumento; non sono rari i casi in cui il costruttore garantisce le specifiche dichiarate solo entro un lasso di tempo di 90 giorni, a partire dalla data di ricalibrazione dello strumento. In pratica, per avere la certezza che i valori letti dallo strumento corrispondano alle specifiche dichiarate, lo stesso deve essere sottoposto a calibrazione a intervalli di tre mesi.
Le tensioni di riferimento campione sono ottenute con la pila Weston o con sistemi elettronici basati per esempio sulla banda di conduzione di un semiconduttore; questi sono utilizzati per la taratura dei calibratori primari. I voltmetri digitali di classe elevata, tramite bus IEEE-488 possono essere collegati in rete con altri strumenti ed essere gestiti da computer.
Il primo voltmetro digitale fu inventato e prodotto da Andrew Kay della Non-Linear Systems nel 1954.

### Altri sistemi di misura della tensione

#### Potenziometro
Nel sistema a potenziometro o potenziometrico, metodo in disuso da tempo, viene utilizzata una resistenza variabile costituita da un filo resistivo ai cui capi è applicata una tensione. Un contatto mobile può scorrere sul filo ed è connesso al circuito di misura attraverso un rivelatore di corrente, per esempio un galvanometro. Il cursore che agisce sul contatto mobile viene regolato fino a quando la tensione sul cursore equivale alla tensione da misurare e la corrente è quindi nulla, ed è misurata la lunghezza del filo verso la massa. L'operazione viene poi ripetuta con una sorgente di tensione di riferimento.
A questo punto, la tensione ignota può essere calcolata come il prodotto della tensione di riferimento per la lunghezza del filo corrispondente alla tensione ignota, diviso per la lunghezza del filo corrispondente alla tensione di riferimento.

#### Oscilloscopio
Il metodo all'oscilloscopio si basa sulla deflessione di un fascio di elettroni all'interno di un tubo catodico. La deflessione può essere ottenuta con un campo magnetico oppure con un campo elettrico, in entrambi i casi la tensione può essere calcolata per confronto con la deflessione prodotta da una tensione di riferimento nota, o letta direttamente su una scala graduata costituita dal reticolo posizionato sulla superficie del tubo, nei moderni oscilloscopi il tubo è stato sostituito con un pannello LCD monocromatico o a colori, e il voltmetro è integrato nel circuito dello strumento, fornendo in forma digitale sullo schermo, il valore in tensione del segnale elettrico visualizzato, la precisione di questo tipo di lettura è comunque inferiore a quella effettuata con un multimetro o voltmetro digitale da banco.